# مايا جلول
مايا جلول (ولدت في 16 نيسان 1990) هي بطلة  شطرنج لبنانية.

## المتسوى التعليمي
حصلت جلول على درجة البكالوريوس في الرياضيات من الجامعة الأمريكية في بيروت ودرجة الماجستير فيالعلوم الاكتوارية من جامعة سانت جوزيف. وهي تتابع حالياً دراسة الدكتوراه في الاقتصاد فيجامعة كوين ماري في لندن.

## مهنة الشطرنج
بعد فوزها بالعديد من المسابقات المحلية والطلابية، فازت جلول ببطولة النساء العرب لأقل من 18 عاماً عام 2007، ثمّ بطولة النساء اللبنانية عام 2009، بينما احتلّت المركز الثاني في بطولة النساء العربية عام 2009.
كما شاركت جلول في العديد من المسابقات الدولية للشطرنج بما في ذلك أولمبياد الشطرنج التاسع والثلاثين في عام 2008 في مدينة دريسدن،  بألمانيا وفي أولمبياد الشطرنج الأربعين في عام 2012 في إسطنبول، تركيا. على الصعيد الإقليمي، شاركت أيضًا في الألعاب المتوسطية الثامنة في بيروت ولبنان عام 2013 والبطولة العربية في الأردن عام 2010 والألعاب العربية في قطر عام 2011 وبطولة غرب آسيا للشطرنج في قطر عام 2013.
جلول أستاذة رئيسية في مجال المرأة (WFM) منذ عام 2003.

## روابط خارجية
- مايا جلول على موقع الاتحاد الدولي للشطرنج (الإنجليزية)
- مايا جلول على موقع مباريات الشطرنج (الإنجليزية)
- مايا جلول على موقع Chesstempo.com (الإنجليزية)
- مايا جلول سجل أولمبياد الشطرنج للسيدات على موقع OlimpBase.org (الإنجليزية)